# Joseph Minala
Joseph Marie Minala (Yaoundé, 1996. augusztus 24. –) kameruni korosztályos válogatott labdarúgó, a Gżira United játékosa.

## Pályafutása

### Klubcsapatokban

#### Junior évei
Minala az amatőr Vigor Perconti klubban kezdett el focizni, később felkeltette a Napoli figyelmét, amely két hónapos próbajátékot ajánlott neki. A Lazio játékosmegfigyelői 2013-ban figyeltek fel rá, miközben a Lazio régióját képviselte a Trofeo delle Regioni tornán. Végül 2013 nyarán csatlakozott a Lazio csapatához.
2014 elején rivaldafénybe került, amikor több fél is nyilvánosan vitatta a korát. A Lazio és a játékos is tagadta a vádakat. 2014 májusában az Olasz labdarúgó-szövetség befejezte az állítások kivizsgálását, megerősítette a megadott életkor helyességét, és bejelentette, hogy sem Minala, sem a Lazio ellen nem indítanak fegyelmi eljárást.

#### Lazio
2014. március 16-án ülhetett le először a Lazio kispadjára a Cagliari elleni mérkőzésen. 2014. április 6-án debütált a Serie A-ban, amikor a Sampdoria ellen 2–0-ra megnyert hazai mérkőzés utolsó 13 percében Senad Lulić helyére állt be csereként.
2014. augusztus 25-én, a 2014–15-ös szezonra a Serie B-ben szereplő Bari csapatához került kölcsönbe. December 13-án, a 73. percben csereként beállva megszerezte pályafutása első gólját a Cittadella elleni idegenbeli győzelem alkalmával. Az idény során további két gólt szerzett, és kétszer ki is állították.
2015. július 6-án ismét kölcsönbe került a Serie B-be, ezúttal a Latina csapatához. Augusztus 9-én debütált az Olasz Kupa első fordulójában, a Pavia elleni 4–1-es hazai vereség alkalmával. Október 27-én szerezte első gólját a csapatban a Ternana ellen 2–1-re elveszített mérkőzésen. 2016 januárjában visszatért a Barihoz.
2017. január 21-én a Serie B-ben szereplő Salernitanához került kölcsönbe, vételi opcióval. Két évvel később visszatért a Salernitanához kölcsönbe az idény hátralévő részére.
2020. február 28-án a kínai élvonalban szereplő Csingtao Huanghaj csapatához került kölcsönbe az év végéig.

#### Lucchese
2021. október 26-án a Serie C-ben szereplő Lucchese csapatához írt alá a szezon végéig.

#### Olbia
2022. augusztus 23-án egyéves szerződést írt alá az Olbia csapatával. 2023. január 6-án közös megegyezéssel felbontották a szerződést.

#### Liepāja
2023. március 3-án csatlakozott a lett FK Liepājahoz.

#### Sliema Wanderers
2023 nyarán a máltai élvonalban szereplő Sliema Wanderershez szerződött.

#### Gżira United
2024. augusztus 17-én a szintén máltai első osztályban szereplő Gżira United csapatához igazolt.

### A válogatottban
Pályára lépett Kamerun U23-as válogatottjában a 2015-ös Afrikai U23-as Nemzetek Kupája selejtezők során. 2015. május 30-án gólt szerzett a Sierra Leone elleni 1–1-es döntetlen alkalmával, de Kamerun az idegenben szerzett gólok szabálya miatt a második fordulóban kiesett.

## Statisztika

### Klubcsapatokban
| Klub                           | Szezon           | Bajnokság            | Bajnokság | Bajnokság | Kupa  | Kupa  | Nemzetközi | Nemzetközi | Egyéb | Egyéb | Összes | Összes |
| Klub                           | Szezon           | Liga                 | Mérk.     | Gólok     | Mérk. | Gólok | Mérk.      | Gólok      | Mérk. | Gólok | Mérk.  | Gólok  |
| ------------------------------ | ---------------- | -------------------- | --------- | --------- | ----- | ----- | ---------- | ---------- | ----- | ----- | ------ | ------ |
| Lazio                          | 2013–14          | Serie A              | 3         | 0         | 0     | 0     | 0          | 0          | 0     | 0     | 3      | 0      |
| Lazio                          | 2019–20          | Serie A              | 0         | 0         | 1     | 0     | 0          | 0          | 0     | 0     | 1      | 0      |
| Lazio                          | Összesen         | Összesen             | 3         | 0         | 1     | 0     | 0          | 0          | 0     | 0     | 4      | 0      |
| Bari (kölcsönben)              | 2014–15          | Serie B              | 18        | 3         | 0     | 0     | —          | —          | —     | —     | 18     | 3      |
| Latina (kölcsönben)            | 2015–16          | Serie B              | 3         | 1         | 1     | 0     | —          | —          | —     | —     | 4      | 1      |
| Bari (kölcsönben)              | 2015–16          | Serie B              | 1         | 0         | 0     | 0     | —          | —          | —     | —     | 1      | 0      |
| Salernitana (kölcsönben)       | 2016–17          | Serie B              | 16        | 1         | 0     | 0     | —          | —          | —     | —     | 16     | 1      |
| Salernitana (kölcsönben)       | 2017–18          | Serie B              | 36        | 3         | 1     | 1     | —          | —          | —     | —     | 37     | 4      |
| Salernitana (kölcsönben)       | 2018–19          | Serie B              | 12        | 2         | 0     | 0     | —          | —          | 2     | 0     | 14     | 2      |
| Salernitana (kölcsönben)       | Összesen         | Összesen             | 64        | 6         | 1     | 1     | 0          | 0          | 2     | 0     | 67     | 7      |
| Csingtao Huanghaj (kölcsönben) | 2020             | Kínai Szuperliga     | 15        | 0         | 1     | 0     | —          | —          | —     | —     | 16     | 0      |
| Lucchese                       | 2021–22          | Serie C              | 19        | 3         | 0     | 0     | —          | —          | 1     | 0     | 20     | 3      |
| Olbia                          | 2022–23          | Serie C              | 12        | 0         | 0     | 0     | —          | —          | —     | —     | 12     | 0      |
| Liepāja                        | 2023             | Virslīga             | 2         | 0         | 0     | 0     | 0          | 0          | —     | —     | 2      | 0      |
| Sliema Wanderers               | 2023–24          | Premier League Malti | 0         | 0         | 0     | 0     | —          | —          | —     | —     | 0      | 0      |
| Karrier összesen               | Karrier összesen | Karrier összesen     | 137       | 13        | 4     | 1     | 0          | 0          | 3     | 0     | 144    | 14     |

Jegyzetek
1. ↑  Tartalmazza: Olasz Kupa és Kínai FA Kupa
2. ↑  Mérkőzése(i) a Serie B kiesési rájátszásban
3. ↑  Mérkőzése(i) a Serie C feljutási rájátszásban

## Fordítás
- Ez a szócikk részben vagy egészben  a   Joseph Minala című angol Wikipédia-szócikk fordításán alapul.  Az eredeti cikk szerkesztőit annak laptörténete sorolja fel. Ez a jelzés csupán a megfogalmazás eredetét és a szerzői jogokat jelzi, nem szolgál a cikkben szereplő információk forrásmegjelöléseként.

### Közösségi platformok
- Joseph Minala az Instagramon

### Egyéb weboldalak
- Joseph Minala adatlapja a Transfermarkt oldalán (angolul)
- Joseph Minala adatlapja a Soccerway oldalon (angolul)
- Joseph Minala adatlapja a TuttoCalciatori.net oldalán (olaszul)